# Ramon Tremosa
Ramon Tremosa i Balcells (Barcellona, 30 giugno 1965) è un politico spagnolo, è un eurodeputato catalano per il Partito Democratico Europeo Catalano dal 2009.
È professore titolare del Dipartimento di Teoria Economica presso l'Università di Barcellona, dove collabora come ricercatore nel Centre d’Anàlisi Econòmica i de les Polítiques Socials (CAEPS). 

## Biografia
Ramon Tremosa è nato il 30 giugno 1965 a Barcellona nel seno di una famiglia con origini nel nordovest della Catalogna (Ribagorça e Pla d’Urgell). Fino all’età di 15 anni, è vissuto a Sant Boi del Llobregat (periferia di Barcellona), dove ha frequentato la scuola dei Salesiani, prima di andare a vivere nel quartiere di Gràcia, a Barcellona, dove proseguì gli studi secondari alla scuola La Salle. 
Laureato in Scienze Economiche all’Università di Barcellona nel 1992, vi lavorò come professore associato di Teoria Economica. Nel 1999 presentò la sua tesi di dottorato sulla politica monetaria nei risultati della manifattura catalana (1983–1995). Nel 1999 studiò un Master in Analisi Economica Applicata all’Università Pompeu Fabra di Barcellona. Dal 2002 è professore titolare del dipartimento di Teoria Economica all’Università di Barcellona. 
Iscritto dal 1985 in Convergència Democràtica de Catalunya (CDC), lasciò il partito nel 2002 in disaccordo con il patto stipulato dalla CDC con il Partito Popolare spagnolo (PP). È stato anche capogruppo di un’associazione di economisti catalani contrari allo Statuto di Autonomia della Catalogna del 2006. 
Nel 2009 Tremosa aveva presentato la propria candidatura alle elezioni europee come capolista indipendente di Convergència i Unió (CiU), ottenendo un seggio di eurodeputato. Nel suo libro El sobiranisme necessari spiega la sua visione del catalanismo in rapporto con l’Ue: “con pieno realismo, cogliendo le opportunità delle nuove dinamiche economiche e fuggendo da qualsiasi marginalità”. 
Dal 2009 al 2014 è stato membro delle commissioni d’Economia e Trasporti del Parlamento Europeo, come ponente della nuova supervisione finanziaria europea (2010), del memorandum della Banca Centrale Europea (2011), nonché del memorandum sulla Competenza (2012).  Ha partecipato ai dibattiti sul progetto della linea ferroviaria del Mediterraneo, da realizzare sulla costa iberica mediterranea, come per esempio nella direttiva “European Single Railway Area”, e ha seguito attivamente i dibattiti sulla riforma della Politica Agraria Comune (PAC). 
È stato rieletto come eurodeputato alle elezioni europee del maggio 2014. Da allora è il coordinatore dell’Alleanza dei Liberali e dei Democratici Europei (ALDE) nella commissione dei Problemi economici e monetari (ECON). È pure membro della commissione del Commercio internazionale (INTA) e delle delegazioni con gli Stati Uniti d’America e con Israele. 
Insieme all’eurodeputato Raül Romeva (ICV, in carica nel periodo 2004–2014), Tremosa è stato uno degli eurodeputati più impegnati nella difesa della lingua catalana e della Catalogna davanti all’Unione Europea, lavorando in modo esaustivo per una preparazione europea ad un’eventuale indipendenza della Catalogna dalla Spagna. 

## Opere letterarie
- Competitivitat de l'economia catalana en l'horitzó 2010: Efectes macroeconòmics del dèficit fiscal amb l'Estat espanyol (2003)
- Polítiques públiques: una visió renovada (2004)
- L'espoli fiscal. Una asfíxia premeditada (2004)
- Estatut de Catalunya, veritats contra mentides (2005)
- Estatut, aeroports i ports de peix al cove (2006)
- Catalunya serà logística o no serà (2007)
- Catalunya, país emergent (2008)
- Catalonia, An Emerging Economy (2010)
- Let Catalonia Vote (2015)
- Cinquanta són cinquanta (2015)
- L'Europa que han fet fracassar (2016)